# Крістіан Пануччі
Крістіан Пануччі (італ. Christian Panucci, * 12 квітня 1973, Савона) — колишній італійський футболіст, захисник. По завершенні ігрової кар'єри — футбольний оглядач на супутниковому телебаченні, а згодом футбольний тренер. У 2017–2019 роках очолював тренерський штаб збірної Албанії.
Насамперед відомий виступами за клуби «Мілан», «Реал Мадрид» та «Рома», а також національну збірну Італії.
Дворазовий чемпіон Італії. Дворазовий володар Кубка Італії. Триразовий володар Суперкубка Італії з футболу. Чемпіон Іспанії. Володар Суперкубка Іспанії з футболу. Дворазовий переможець Ліги чемпіонів УЄФА. Володар Суперкубка УЄФА. Володар Міжконтинентального кубка.

## Клубна кар'єра

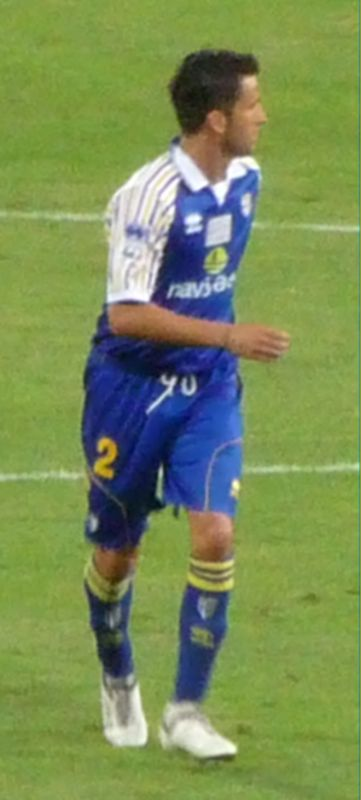
Крістіан Пануччі у грі за «Парму»

Вихованець юнацьких команд футбольних клубів «Велоче Савона» та «Дженоа».
У дорослому футболі дебютував 1991 року виступами за команду клубу «Дженоа», в якій провів два сезони, взявши участь у 31 матчі чемпіонату.
Згодом з 1993 по 2001 рік грав у складі команд клубів «Мілан», «Реал Мадрид», «Інтернаціонале», «Челсі» та «Монако». Протягом цих років двічі виборював титул чемпіона Італії, ставав володарем Суперкубка Італії з футболу, чемпіоном Іспанії, володарем Суперкубка Іспанії з футболу, переможцем Ліги чемпіонів УЄФА, переможцем Ліги чемпіонів УЄФА, володарем Суперкубка УЄФА, володарем Міжконтинентального кубка.
Своєю грою за «Монако» привернув увагу представників тренерського штабу клубу «Рома», до складу якого приєднався 2001 року. Відіграв за «вовків» наступні вісім сезонів своєї ігрової кар'єри. Більшість часу, проведеного у складі «Роми», був основним гравцем команди. За цей час додав до переліку своїх трофеїв два титули володаря Кубка Італії, знову ставав володарем Суперкубка Італії з футболу.
Завершив професійну ігрову кар'єру у клубі «Парма», за команду якого виступав протягом 2009—2010 років.

## Виступи за збірні
Протягом 1992–1996 років  залучався до складу молодіжної збірної Італії. На молодіжному рівні зіграв у 22 офіційних матчах, забив 4 голи.
1994 року дебютував в офіційних матчах у складі національної збірної Італії. Протягом кар'єри у національній команді, яка тривала 15 років, провів у формі головної команди країни 57 матчів, забивши 4 голи. У складі збірної був учасником чемпіонату світу 2002 року в Японії і Південній Кореї, чемпіонату Європи 2004 року у Португалії, чемпіонату Європи 2008 року в Австрії та Швейцарії.

## Кар'єра тренера
23 липня 2012 року прийняв пропозицію Фабіо Капелло увійти до очолюваного ним тренерського штабу національної збірної Росії. Після завершення чемпіонату світу 2014 року залишив російську збірну.
18 березня 2015 року став головним тренером друголігової команди «Ліворно», тренував клуб з Ліворно один рік.
Протягом частини 2016 року очолював команду клубу «Тернана».
19 липня 2017 року очолив тренерський штаб національної збірної Албанії. Пропрацював із командою менше двох років, протягом яких албанці під його керівництвом здобули лише чотири перемоги і дві нічиї у 15 іграх. Був звільнений у березні 2019, на наступний день після поразки 0:2 від збірної Туреччини у першій домашній грі відбору на Євро-2020.
| Дата       | Місто      | Господарі            | Результат             | Гості                | Турнір                | Голи | Примітки |
| ---------- | ---------- | -------------------- | --------------------- | -------------------- | --------------------- | ---- | -------- |
| 07/09/1994 | Марибор    | Словенія             | 1 – 1                 | Італія               | Відбір до ЧЄ 1996     | -    |          |
| 08/10/1994 | Таллінн    | Естонія              | 0 – 2                 | Італія               | Відбір до ЧЄ 1996     | 1    |          |
| 16/11/1994 | Палермо    | Італія               | 1 – 2                 | Хорватія             | Відбір до ЧЄ 1996     | -    |          |
| 09/10/1996 | Перуджа    | Італія               | 1 – 0                 | Грузія               | Відбір до ЧС 1998     | -    |          |
| 30/04/1997 | Неаполь    | Італія               | 3 – 0                 | Польща               | Відбір до ЧС 1998     | -    |          |
| 08/06/1997 | Ліон       | Італія               | 3 – 3                 | Бразилія             | товариський турнір    | -    |          |
| 11/06/1997 | Париж      | Італія               | 2 – 2                 | Франція              | товариський турнір    | -    |          |
| 05/09/1998 | Ліверпуль  | Уельс                | 0 – 2                 | Італія               | Відбір до ЧЄ 2000     | -    |          |
| 10/10/1998 | Удіне      | Італія               | 2 – 0                 | Швейцарія            | Відбір до ЧЄ 2000     | -    |          |
| 18/11/1998 | Салерно    | Італія               | 2 – 2                 | Іспанія              | товариський матч      | -    |          |
| 16/12/1998 | Рим        | Італія               | 6 – 2                 | Зірки світу          | товариський матч      | -    |          |
| 10/02/1999 | Піза       | Італія               | 0 – 0                 | Норвегія             | товариський матч      | -    |          |
| 27/03/1999 | Копенгаген | Данія                | 1 – 2                 | Італія               | Відбір до ЧЄ 2000     | -    |          |
| 31/03/1999 | Анкона     | Італія               | 1 – 1                 | Білорусь             | Відбір до ЧЄ 2000     | -    |          |
| 28/04/1999 | Загреб     | Хорватія             | 0 – 0                 | Італія               | товариський матч      | -    |          |
| 05/06/1999 | Болонья    | Італія               | 4 – 0                 | Уельс                | Відбір до ЧЄ 2000     | -    |          |
| 09/06/1999 | Лозанна    | Швейцарія            | 0 – 0                 | Італія               | Відбір до ЧЄ 2000     | -    |          |
| 08/09/1999 | Неаполь    | Італія               | 2 – 3                 | Данія                | Відбір до ЧЄ 2000     | -    |          |
| 09/10/1999 | Мінськ     | Білорусь             | 0 – 0                 | Італія               | Відбір до ЧЄ 2000     | -    |          |
| 13/11/1999 | Лечче      | Італія               | 1 – 3                 | Бельгія              | товариський матч      | -    |          |
| 23/02/2000 | Палермо    | Італія               | 1 – 0                 | Швеція               | товариський матч      | -    |          |
| 27/03/2002 | Лідс       | Англія               | 1 – 2                 | Італія               | товариський матч      | -    |          |
| 17/04/2002 | Мілан      | Італія               | 1 – 1                 | Уругвай              | товариський матч      | 1    |          |
| 18/05/2002 | Прага      | Чехія                | 1 – 0                 | Італія               | товариський матч      | -    |          |
| 03/06/2002 | Саппоро    | Італія               | 2 – 0                 | Еквадор              | ЧС 2002 - 1-й етап    | -    |          |
| 08/06/2002 | Касіма     | Італія               | 1 – 2                 | Хорватія             | ЧС 2002 - 1-й етап    | -    |          |
| 13/06/2002 | Ойта       | Італія               | 1 – 1                 | Мексика              | ЧС 2002 - 1-й етап    | -    |          |
| 18/06/2002 | Теджон     | Італія               | 1 – 2                 | Південна Корея       | ЧС 2002 - 1/8 фіналу  | -    |          |
| 21/08/2002 | Трієст     | Італія               | 0 – 1                 | Словенія             | товариський матч      | -    |          |
| 07/09/2002 | Баку       | Азербайджан          | 0 – 2                 | Італія               | Відбір до ЧЄ 2004     | -    |          |
| 12/10/2002 | Неаполь    | Італія               | 1 – 1                 | Сербія та Чорногорія | Відбір до ЧЄ 2004     | -    |          |
| 16/10/2002 | Кардіфф    | Уельс                | 2 – 1                 | Італія               | Відбір до ЧЄ 2004     | -    |          |
| 12/02/2003 | Генуя      | Італія               | 1 – 0                 | Португалія           | товариський матч      | -    |          |
| 29/03/2003 | Палермо    | Італія               | 2 – 0                 | Фінляндія            | Відбір до ЧЄ 2004     | -    |          |
| 30/04/2003 | Женева     | Швейцарія            | 1 – 2                 | Італія               | товариський матч      | -    |          |
| 11/06/2003 | Гельсінкі  | Фінляндія            | 0 – 2                 | Італія               | Відбір до ЧЄ 2004     | -    |          |
| 20/08/2003 | Штутгарт   | Німеччина            | 0 – 1                 | Італія               | товариський матч      | -    |          |
| 06/09/2003 | Мілан      | Італія               | 4 – 0                 | Уельс                | Відбір до ЧЄ 2004     | -    |          |
| 10/09/2003 | Белград    | Сербія та Чорногорія | 1 – 1                 | Італія               | Відбір до ЧЄ 2004     | -    |          |
| 12/11/2003 | Варшава    | Польща               | 3 – 1                 | Італія               | товариський матч      | -    |          |
| 16/11/2003 | Анкона     | Італія               | 1 – 0                 | Румунія              | товариський матч      | -    |          |
| 18/02/2004 | Палермо    | Італія               | 2 – 2                 | Чехія                | товариський матч      | -    |          |
| 31/03/2004 | Брага      | Португалія           | 1 – 2                 | Італія               | товариський матч      | -    |          |
| 28/04/2004 | Генуя      | Італія               | 1 – 1                 | Іспанія              | товариський матч      | -    |          |
| 30/05/2004 | Туніс      | Туніс                | 0 – 4                 | Італія               | товариський матч      | -    |          |
| 14/06/2004 | Гімарайш   | Данія                | 0 – 0                 | Італія               | ЧЄ 2004 - 1-й етап    | -    |          |
| 18/06/2004 | Порту      | Італія               | 1 – 1                 | Швеція               | ЧЄ 2004 - 1-й етап    | -    |          |
| 22/06/2004 | Гімарайш   | Італія               | 2 – 1                 | Болгарія             | ЧЄ 2004 - 1-й етап    | -    |          |
| 12/09/2007 | Київ       | Україна              | 1 – 2                 | Італія               | Відбір до ЧЄ 2008     | -    |          |
| 13/10/2007 | Генуя      | Італія               | 2 – 0                 | Грузія               | Відбір до ЧЄ 2008     | -    |          |
| 17/11/2007 | Глазго     | Шотландія            | 1 – 2                 | Італія               | Відбір до ЧЄ 2008     | 1    |          |
| 26/03/2008 | Ельче      | Іспанія              | 1 – 0                 | Італія               | товариський матч      | -    |          |
| 30/05/2008 | Флоренція  | Італія               | 3 – 1                 | Бельгія              | товариський матч      | -    |          |
| 09/06/2008 | Берн       | Нідерланди           | 3 – 0                 | Італія               | ЧЄ 2008 - 1-й етап    | -    |          |
| 13/06/2008 | Цюрих      | Італія               | 1 – 1                 | Румунія              | ЧЄ 2008 - 1-й етап    | 1    |          |
| 17/06/2008 | Цюрих      | Франція              | 0 – 2                 | Італія               | ЧЄ 2008 - 1-й етап    | -    |          |
| 22/06/2008 | Відень     | Іспанія              | 0 – 0 д.ч. (4-2 п.п.) | Італія               | ЧЄ 2008 - чвертьфінал | -    |          |
| Усього     |            | Матчів (32 місце)    | 57                    |                      | Голів                 | 4    |          |

## Титули і досягнення

### Командні
- Чемпіон Італії (2):

«Мілан»:  1993–94, 1995–96
- Володар Кубка Італії (2):

«Рома»:  2006–07, 2007–08
- Володар Суперкубка Італії з футболу (3):

«Мілан»:  1993, 1994
«Рома»:  2007
- Чемпіон Іспанії (1):

«Реал Мадрид»:  1996–97
- Володар Суперкубка Іспанії з футболу (1):

«Реал Мадрид»:  1997
- Переможець Ліги чемпіонів УЄФА (2):

«Мілан»:  1993–94
«Реал Мадрид»:  1997–98
- Володар Суперкубка УЄФА (1):

«Мілан»:  1994
- Володар Міжконтинентального кубка (1):

«Реал Мадрид»:  1998
- Чемпіон Європи (U-21): 1994, 1996

### Особисті
- Найкращий молодий футболіст Європи: 1994